# Slavko Vorkapić
Slavoljub "Slavko" Vorkapić (Cyrillisch: Славољуб "Славко" Воркапић; 17 maart 1894 — 20 oktober 1976), in het Engels bekend als Slavko Vorkapich, was een Servisch-Amerikaanse kunstschilder, filmregisseur en editor. Hij leverde een grote bijdrage aan de moderne cinematografie en filmkunst.

## Biografie
Slavoljub Vorkapić werd op 17 maart 1894 geboren in Dobrinci, een klein stadje in de buurt van de Servische stad Ruma, dat toen behoorde tot het voormalige Oostenrijk-Hongarije. Zijn vader, de gemeentesecretaris van Dobrinci, wilde dat Slavko een goede opleiding kreeg. Slavko volgde zijn voortgezet onderwijs in een goed bekendstaande hogeschool in Sremska Mitrovica, waar hij voor het eerst geïnteresseerd raakte in kunst en tekenen. Slavko deed een vervolgopleiding op een hogeschool in Zemun en vervolgens op kunstacademies in Belgrado en Boedapest, Hongarije.
Met het uitbreken van de Eerste Wereldoorlog keerde Vorkapić terug naar Servië. Kort daarop vertrok hij naar Parijs, waar hij in contact kwam met andere avant-gardekunstenaars. In Montparnasse exposeerde hij zijn schilderwerken in 1917 en 1919.

### Filmcarrière
Het was al geruime tijd de wens van Slavko Vorkapić om naar de Verenigde Staten te gaan. In 1920 vertrok hij van Frankrijk naar New York, om vervolgens door Amerika te zwerven. In juli 1921 arriveerde hij in Hollywood, waar hij zijn filmcarrière begon als decorschilder en acteur. Hij werd vervolgens bekend als expert in speciale effecten, regisseur en editor en maakte een groot aantal documentaires en experimentele films. Slavko Vorkapić werd zo een gerespecteerde filmmaker in de periode tussen de twee Wereldoorlogen.
Hij werd vooral bekend om zijn dynamische montages in Hollywoodfilms als Viva Villa! (1934), David Copperfield (1935), San Francisco (1936), The Good Earth (1937) en Mr. Smith Goes to Washington (1939). Hij gebruikte een groot aantal montage- en cameratechnieken, zoals overvloeiers en tracking shots, en slaagde er zo in om opdrachten binnen te halen van studio's als Universal Pictures, MGM, RKO en Paramount Pictures.

### Laatste jaren
In de jaren 50 werkte Vorkapić in voormalig Joegoslavië als professor aan de film- en theateracademie in Belgrado. In 1955 maakte hij zijn laatste film Hanka, die in 1956 werd genomineerd voor een Gouden Palm op het Filmfestival van Cannes.
Op 20 oktober 1976 stierf Slavko Vorkapić als gevolg van een hartaanval in Mijas in Spanje.

## Artikel
- S. Vorkapich, "A fresh look at the dynamics of film-making", American Cinematographer, 1972

## Filmografie
- 1928: The Life and Death of 9413, a Hollywood Extra (korte film)
- 1933: The Past of Mary Holmes
- 1941: Moods of the Sea (korte film)
- 1942: RKO Victory Special No. 34-201: Conquer by the Clock (korte documentaire)
- 1943: This Is America Series No. 33-106: Medicine on Guard (korte documentaire)
- 1943: Sailors All (korte film)

- 1943: Lieutenant Smith (korte film)
- 1944: new Americans (korte documentaire)
- 1944: Mail Call (korte film)
- 1946: Tennessee Valley Authority (korte documentaire)
- 1947: Forest Murmurs (korte film)
- 1950: Apstraktni eksperiment (korte film)
- 1955: Hanka

- Bibliothèque nationale de France: cb14964298k (data)
- Gemeinsame Normdatei: 138737754
- International Standard Name Identifier: 0000 0001 1635 3239
- Library of Congress Control Number: no90021485
- Nationale Bibliotheek van Israël: 987007427857205171
- LIBRIS: 237906
- Système universitaire de documentation: 195949714
- Virtual International Authority File: 47086989
- WorldCat: E39PBJdGKCqkPTGrbQyfb9WhpP